# Quadre viu

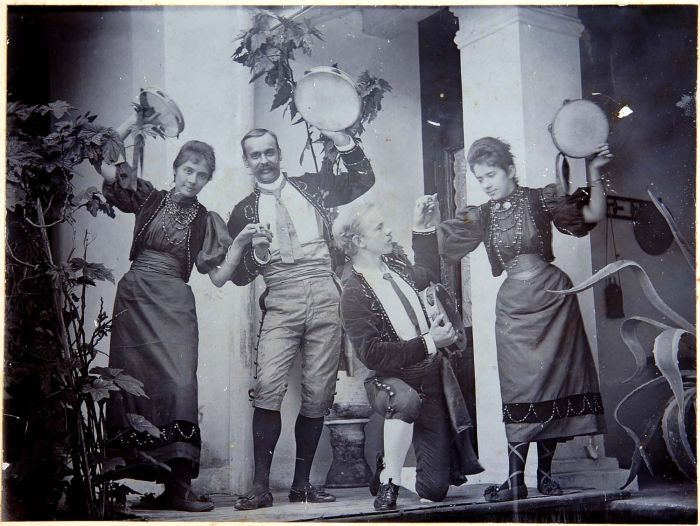
Fotografia d'un quadre viu, cap a l'any 1898

Un quadre viu a les arts escèniques és una representació dramàtica fixa, sense moviment, en la qual els intèrprets van vestits, pentinats i maquillats com correspon al seu personatge. Els temes poden ser religiosos (típicament els pessebres vivents i últims sopars), mitològics o profans. Va estar de moda al segle xix, quan servia d'entreteniment als cabarets i als entreactes d'obres teatrals.
Possiblement aquest estil gestual i expressionista, proper al mim i la pantomima, va influir en l'estil de les primeres pel·lícules de cinema. El que és clar és que l'estil gestual de les primeres pel·lícules de cinema mut és més semblant a aquells quadres vius que a l'estil teatral que en general es feia a l'època.
Excepcionalment, al segle xix els quadres vius eren també una manera de construir escenes al teatre, l'òpera i altres espectacles. El director col·locava als actors en un escenari cobert de decorats pintats, els vestia d'una determinada manera i els feia posar i declamar una part de text. Més tard canviava de lloc i postura els personatges per a una altra part de text i així successivament. Després calia lligar els desplaçaments i moviments entre un quadre i l'altre, i a cada un d'ells els actors podien tenir uns certs moviments. Cal tenir en compte que el ballet, desenvolupat sobretot en aquesta època també es basa en una successió de postures prefixades. Un exemple d'obra que probablement es va construir d'aquesta manera va ser Judes de Keriot, presentat com a "poema dramàtic" de Frederic Soler i estrenat al teatre Romea de barcelona l'any 1889.

## Actualitat
Als segles XX i XXI, molt menys habituals, passen a considerar-se una forma d'acció artística o performance. També es podrien considerar quadres vius a les pauses dins d'un espectacle (teatral o audiovisual, típicament a publicitat i videoclips), a les quals l'acció queda suspesa per uns instants.